# Chomutovka
Chomutovka (in russo Хомутовка?) è un insediamento di tipo urbano della Russia europea, nell'oblast' di Kursk; è il centro amministrativo del distretto Chomutovskij.
Si trova 116 km a ovest di Kursk.